# Sicilski potres (1693)
Potres leta 1693 na Siciliji je 11. januarja okoli 21:00 po lokalnem času prizadel dele južne Italije v bližini Sicilije, Kalabrije in Malte. Pred potresom je bil 9. januarja škodljiv predpotresni sunek. Glavni potres je imel ocenjeno 7,4 stopnjo na lestvici momentne magnitudne lestvice, najmočnejši v italijanski zgodovini in največjo intenzivnost XI (ekstremno) na Merkallijevi lestvici intenzivnosti, ki je resno uničil vsaj 70 mest. prizadel površino 5.600 kvadratnih kilometrov in povzročil smrt približno 60.000 ljudi.
Potresu so sledili cunamiji, ki so opustošili obalne vasi ob Jonskem morju in v Mesinskem prelivu. Pobitih je bilo skoraj dve tretjini celotnega prebivalstva Catanie. Epicenter katastrofe je bil verjetno blizu obale, morda na morju, čeprav natančen položaj še vedno ni znan. Obseg in stopnja uničenja, ki ga je povzročil potres, je privedla do obsežne obnove mest na jugovzhodu Sicilije, zlasti doline Val di Noto, v homogenem poznobaročnem slogu, ki je bil opisan kot »vrhunec in končni razcvet baročne umetnosti v Evropi«.
Po sodobnem poročilu o potresu Vincencija Bonajutusa, objavljenem v Filozofskih transakcijah kraljeve družbe »je bilo v tej deželi nemogoče, da bi se držali na nogah ali na enem mestu na plešoči Zemlji; ne, tisti, ki so ležali vzdolž na tleh, jih je metalo iz ene strani v drugo, kot da bi se valjali«. 

## Tektonske razmere
Sicilija leži na delu zapletene konvergentne meje, kjer se pod Evrazijsko tektonsko ploščo podriva Afriška plošča. To subdukcijsko območje je odgovorno za nastanek stratovulkana Etna in znatno potresno aktivnost. Največ škodljivih potresov pa se zgodi na območju sicilsko-kalabrijskega preloma. To območje ekstenzijskega preloma teče približno 370 kilometrov, tvori tri glavne segmente skozi Kalabrijo, vzdolž vzhodne obale Sicilije in takoj na morju in končno tvori jugovzhodni rob Iblejskega Platoja. Prelomi v kalabrijskem segmentu so bili odgovorni za zaporedje potresov v Kalabriji leta 1783.
Na južnem delu vzhodne obale Sicilije so preiskave odkrile vrsto aktivnih običajnih prelomov, ki so se potopili proti vzhodu. Večina teh leži v morju in v nekaterih nadzornih bazenih, ki vsebujejo velike debeline kvartarnih sedimentov. Dva največja preloma, znana kot zahodni in vzhodni glavni prelom, mejita na pol-jarek s polnili do 700 metrov in 800 metrov. Na kopnem sta prepoznani dve starosti prelomov, zgodnejša faza teži na SZ-JV in kasnejša faza teži na SSW-NNE, ki jasno nadomešča prvo skupino, vključno s prelomom Avola in sistemom prelomov Rosolini-Ispica.

## Značilnosti potresa

### 9. januar – prvi sunek
Dva dni pred glavnim sunkom ob 21:00 po lokalnem času s središčem v Val di Notu se je zgodil uničujoč potres. Ocenjena je bila magnituda 6,2 in največja zaznana intenzivnost VIII – XI na Mercallijevi lestvici intenzivnosti. Intenzivnost VIII ali več je bila ocenjena za kraje Augusta, Avola Vecchia, Floridia, Melilli, Noto Antica, Catania, Francofonte, Lentini, Scicli, Sortino in Vizzini. Augusta leži precej zunaj glavnega območja močnega tresenja; velika škoda je verjetno posledica gradnje na nekonsolidiranih sedimentih.
Glede na obliko in lokacijo območja največje škode naj bi potres povzročil premik po prelomu Avola.

### 11. januar – glavni sunek
Po današnjih pripovedih je potres trajal štiri minute. Ocenjena velikost 7,4 je vzeta iz obsega in stopnje zabeležene škode z zelo velikim območjem, ki je doseglo X (ekstremno) ali več na Mercallijevi lestvici. Največje tresenje je doseglo XI v mestih Buscemi, Floridia, Melilli, Occhiola in Sortino.
Razpravlja se o viru potresa 11. januarja. Nekateri katalogi dajejo kopni epicenter brez kakršne koli neposredne povezave z znano strukturo, drugi pa trdijo, da je bil vir na morju zaradi s tem povezanega cunamija, ki je vključeval bodisi rupturo ob običajnem prelomu, del sicilsko-kalabrijski prelom ali rupturo vzdolž subdukcijskega območja pod Jonskim morjem. Analiza razširjenosti naleta cunamija vzdolž obale kaže, da je najverjetnejši vir podvodni plaz, ki ga je sprožil potres, v tem primeru pa cunami ne ovira epicentra.  Izvor plazu je podprt z opazovanjem možnih plazovitih teles vzdolž Iblej-Malta pečine.
Zgodovinski dokumenti v Archivo General de Simancas omenjajo na desetine popotresnih sunkov, nekateri še avgusta 1694, nekateri pa naj bi bili močni kot prvotni potres 11. januarja 1693. Popotresni sunki so se nadaljevali vsaj do leta 1696, njihovi učinki pa so bili skoncentrirani v mestih ob obali in so podpirali epicenter bodisi blizu obale bodisi na morju.

## Cunami
Cunami, ki ga je povzročil potres, je prizadel večino obale Jonskega morja na Siciliji, približno 230 kilometrov. Prvo, kar so opazili na vseh prizadetih krajih, je bil umik morja. Najmočnejši učinki so bili skoncentrirani okoli Auguste, kjer je začetni umik pustil pristanišče suho, čemur je sledil val najmanj 2,4 metra, verjetno celo 8 metrov, ki je poplavil del mesta. Največja poplava približno 1,5 kilometra je bila zabeležena v Mascaliju.
Nanos cunamija, povezana s cunamijem iz leta 1693, so bil najden tako na kopnem kot na morju. V Ognini, južno od Sirakuz, na čelu riasa, je bilo najdeno zaporedje, ki vsebuje več grobih klastičnih slojev, kar ni v skladu z njegovim lagunskim značajem. Zgornja groba plast, ki ima močno erozivno podlago, je sestavljena iz grobega peska z grozdi do velikosti zrnc. Plast je bila datirana v obdobje od 17. do 18. stoletja na podlagi keramičnih drobcev in ene dobro ohranjene glinene cevi, kar ustreza cunamiju iz leta 1693. Na morju iz Auguste je bilo vzorčenje zaporedja, identificiranega s pomočjo zvočnih podatkov sonarja, z gravitacijskim jedrom 6,7 metra v 72 metrih vode. Po podrobni analizi velikosti zrn in sklopov foraminifer je bilo ugotovljenih enajst mogočih visokoenergijskih dogodkov na podlagi prisotnosti velikega števila plitvih vodnih foram v kombinaciji z večjim deležem drobnega peska v istem intervalu. Zgornja dva dogodka sta dobro povezana s cunamiji iz potresa v Mesini leta 1908 in potresa iz leta 1693.

## Povezava z izbruhom Etne
Čeprav obstajajo poročila o izbruhu v času potresa, večina virov kaže, da je bil vulkan nedejaven od uničujočega izbruha leta 1669. Analiza razmerja med izbruhi in potresi je pokazala, da potresom sledijo dolga obdobja brez aktivnosti v riftni coni, ki sega proti severu in jugu od vrha. Ocene Coulomb stress transfer zaradi intruzije dajkov v območja razpok, povezanih z izbruhom leta 1669, kažejo, da bi to lahko pomagalo sprožiti potres leta 1693 s povečanjem stopnje napetosti na prelomih.

## Škoda
Kljub težavnosti ločevanja učinkov prvega dogodka od glavnega sunka je na voljo nekaj informacij. Ta potres je povzročil široko škodo, zlasti v Augusti, kjer je bila uničena skoraj polovica hiš. Večina stavb v dveh okrožjih Avole je propadla, številne stavbe pa so bile uničene tudi v Notu, Floridii, Lentiniju in Melliliju. Nekatere zgradbe so propadle v Catanii, Vizziniju in Sortiniju. Ocenjeno je bilo, da je bilo v Augusti in Notu 200 smrtnih žrtev.
Ob glavnem sunku je območje hude škode zajelo večino jugovzhodne Sicilije, površino približno 14.000 kvadratnih kilometrov, vključno z vsemi sedanjimi provincami Catania, Ragusa in Sirakuze. Vsaj 70 mest je bilo opustošenih, nekaj primerov vsaj delnega propada stavb pa vse do Messine, Agrigenta, Palerma, Reggio Calabrije in Malte.
Potres je sprožil tudi velike zemeljske plazove, na primer pri Noto Antici in Sortinu, v enem primeru pa je velik skalni drs zajezil potok in oblikoval nekaj kilometrov dolgo jezero. Na ravninah južno od Catanie je bilo ustvarjenih več velikih razpok v trendu severovzhodne in jugovzhodne regije do 500 metrov in 2 metra širine. Na istem območju so nastali peščeni vulkani s curki vode, ki so bruhali kar nekaj metrov v zrak, o podobnih pojavih pa poročajo s planote Lentini in ob nekaterih rečnih dolinah.
Pri Augusti je cunami poškodoval galeje malteških vitezov, ki so bile zasidrane v pristanišču, ko so med prvim umikom morja nasedle.
Število takratnih smrti v uradnih virih je bilo približno 12.000 v Catanii (63 % prebivalstva), 5045 v Raguzi (51 %), 3500 v Sirakuzah (23 %), 3000 v Notu (25 %), 1840 v Augusti (30 %) in 3400 v Modici (19 %). Skupno število smrtnih žrtev v istem viru je bilo zabeleženo 54.000, drugi viri pa se nanašajo na približno 60.000. Leta 1853 je Mallet v svojem katalogu potresov zapisal 93.000 smrtnih žrtev.

## Posledice

### Odziv
Siciliji so takrat vladali kot del Aragonske krone španski kralji. Namestnik kralja v Madridu, vojvoda Uzeda, se je odzval tako, da je Giuseppeja Lanzo, vojvodo Camastre, in aragonskega princa imenoval za generalnega vikarja za regije Val Demone in Val di Noto na Siciliji. Zaradi bolezni tako aragonski princ kot njegov namestnik sirakuški škof nista mogla zasesti mesta generalnega vikarja za Val di Noto, vojvoda Camastra pa je bil prisiljen prevzeti odgovornost za obe območji. Camastra je že imel precej izkušenj kot administrator, saj je služil na številnih visokih vojaških in sodniških položajih. Podkralj je za komisarje imenoval tudi tri generale, ki so organizirali takojšnja prizadevanja za pomoč v najbolj prizadetih mestih. Eno prvih dejanj vojvode Camastre je bil začasna oprostitev davkov najbolj prizadeta območja. Med drugimi upravitelji, ki so bili poslani na poškodovano območje, je bil polkovnik Don Carlos de Grunenbergh, kraljevski inženir španskega kralja, ki je imel izkušnje z načrtovanjem in gradnjo utrdb.
V Palermu je podkralj ustanovil dva sveta, civilnega, ki so ga sestavljali plemiči, in drugega cerkvenega, sestavljenega iz visokih cerkvenih uradnikov. Dobili so navodila, da se sestanejo dvakrat na teden, zadolženi pa so bili za pripravo načrtov za obnovo najbolj prizadetih mest.

### Rekonstrukcija
Začetna prizadevanja za obnovo so bila osredotočena na obnovo vojaške obrambe Sirakuz, Auguste, Catanie in Acireale zaradi njihovega strateškega pomena. Načrti za obnovo so bili treh vrst: mesto premaknite na novo mesto, obnovite na istem mestu s popolnoma novim mestnim načrtom ali obnovite po obstoječem mestnem načrtu. Primeri mest, ki spadajo v prvo kategorijo, so bili Avola in Noto, njuni nekdanji lokaciji pa sta danes znani kot Avola Antica  in Noto Antica.  Catania je primer mesta, ki je bilo na istem mestu obnovljeno po novem načrtu, hkrati pa je prilagodilo nekatere obstoječe strukture. Sirakuze so primer mesta, ki je bilo v celoti obnovljeno po obstoječem načrtu. Ragusa je bila na svojem starem mestu delno prezidana v srednjeveški načrt (Ragusa Ibla), delno pa v novo, a sosednje območje, v sodoben načrt (Ragusa Superiore).
Stopnja in obseg škode, ki jo je povzročil potres, sta povzročila arhitekturno oživitev mest Sicilije in Malte, slog, ki je postal znan kot sicilski barok. V tem času so bile v tem slogu rekonstruirane številne palače, javne zgradbe, stolnice in cerkve. Med mesti, ki so utrpela resno škodo zaradi potresa, v katerem so bile številne njihove strukture obnovljene, so Sirakuze, Ragusa, Catania, Caltagirone, Palazzolo Acreide, Modica, Comiso, Scicli in Mdina na Malti. Številna od teh mest so danes del UNESCO-ove svetovne dediščine poznobaročnih mest Val di Noto (Jugovzhodna Sicilija), ki je bila leta 1992 vpisana in se sklicuje na »izjemno kakovost« umetnosti in arhitekture v regiji.